# Fédération du Goiás de football
Pour les articles homonymes, voir FGF.

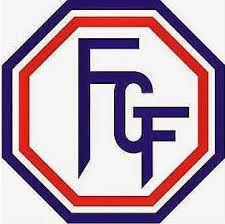
Ecusson de la Fédération du Goiás de football

La Fédération du Goiás de football (en portugais : Federação Goiana de Futebol ou FGF) est une association brésilienne regroupant les clubs de football du Goiás et organisant les compétitions au niveau régional, comme le championnat du Goiás de football. Elle représente également les clubs du Goiás au sein de la Fédération du Brésil de football.